# Robert Ndlovu
Robert Christopher Ndlovu, né le 25 décembre 1955 à Tshongokwe (district de Lupane, Matabeleland), est un prélat catholique zimbabwéen. D'abord évêque de Hwange de 1999 à 2004, il est ensuite installé comme archevêque de Harare le 21 août 2004. En tant qu'archevêque et président de la Conférence des évêques catholiques du Zimbabwe (en), il critique à plusieurs reprises les régimes de Robert Mugabe et de son successeur Emmerson Mnangagwa, ce qui lui vaut d'être sévèrement critiqué par le gouvernement zimbabwéen.

## Biographie
Ndlovu naît dans une famille ndébélé le 25 décembre 1955 à la mission de Tshongokwe, dans le district de Lupane et l'actuelle province du Matabeleland septentrional, alors rattachée à la colonie britannique de Rhodésie du Sud. Il fréquente l'école secondaire des Frères maristes de Dele (en) dans le diocèse de Hwange, avant d'entrer au grand séminaire de Chishawasha (en) près de Harare. Il est ordonné prêtre à 27 ans le 28 août 1983 par l'évêque de Hwange Ignacio Prieto Vega (de).
Le 9 février 1999, à l'âge de 43 ans, Ndlovu est nommé évêque de Hwange par le pape Jean-Paul II. Il est consacré le 9 mai de la même année par Ignacio Prieto Vega en présence des co-consécrateurs Pius Alick Mvundla Ncube, archevêque de Bulawayo et Peter Paul Prabhu (en), pro-nonce apostolique au Zimbabwe (en).
Le 10 juin 2004, à 48 ans, Ndlovu est nommé archevêque de Harare par Jean-Paul II, avant d'être installé à ce poste le 21 août 2004. Il prend ainsi la tête d'un diocèse majoritairement peuplé de Shonas, bien qu'étant lui-même d'ethnie ndébélé. En tant qu'archevêque de Harare, Robert Ndlovu préside la Conférence des évêques catholiques du Zimbabwe (en) (ZCBC) de 2006 à 2010 puis de nouveau à partir de mai 2018. Entretemps, il est vice-président de cette même conférence de 2014 à mai 2018.
Robert Ndlovu est également administrateur apostolique de Chinhoyi (en) durant la vacance de ce siège épiscopal du 17 février 2016 au 7 avril 2018,.
En outre, Robert Ndlovu est chancelier de l'université catholique du Zimbabwe et fondateur de l'école primaire de la Mère-Patrick dans le quartier de Waterfalls (en) à Harare. En mai 2011, il consacre le Centre Sainte-Bakhita, un établissement catholiques pour handicapés à Makumbi, dans le Mashonaland oriental.
En novembre 2019, Robert Ndlovu devient président de l'Assemblée interrégionale des évêques d'Afrique australe (it).

## Relations avec le régime zimbabwéen
Durant son épiscopat à Hwange, Robert Ndlovu évite la confrontation directe avec le gouvernement sous le régime de Robert Mugabe.
Toutefois, en tant qu'archevêque de Harare, Robert Ndlovu dénonce ouvertement les agissements du président Mugabe, le tenant responsable de la violence politique en cours dans le pays. Le président Mugabe accuse en retour l'évêque d'« être du côté des puissances coloniales ».
En mai 2005, Robert Ndlovu décrit comme « inhumaine » l'opération Murambatsvina (en) ayant entraîné l'expulsion de quelque 200 000 résidents de quartiers pauvres de la capitale, bastions d'opposition au parti au pouvoir ZANU-PF.
En décembre 2019, en tant que président de la Conférence des évêques catholiques du Zimbabwe, Robert Ndlovu rencontre le président de la République Emmerson Mnangagwa afin de dialoguer au sujet de la crise affectant le secteur médical zimbabwéen.
En août 2020, Robert Ndlovu émet avec les autres évêques zimbabwéens une lettre pastorale dénonçant la répression de l'opposition politique et le niveau de corruption élevé dans le pays. Peu après l'émission de la lettre, la ministre de l'Information Monica Mutsvangwa réagit via un communiqué lu à la télévision nationale, dans lequel elle accuse Robert Ndlovu d'« attiser la psychose de la victimisation sociale des Ndébélés » et de « mener lentement la congrégation catholique du Zimbabwe » vers « un génocide du type de celui du Rwanda »,. Elle compare explicitement Robert Ndlovu au prêtre rwandais Athanase Seromba, reconnu coupable du meurtre de quelque 2 000 Tutsi dans sa paroisse lors du génocide de 1994. En réaction à ces critiques, Robert Ndlovu reçoit la visite personnelle du nonce apostolique au Zimbabwe Paolo Rudelli.